# テウデバルト (アレマンニア公)
テウデバルトもしくはテウトバルト (ドイツ語: Theudebald, Theutbald　生年不詳 - 746年?)は、最後のアレマン人の公。先王ゴトフリトの子。709年から兄弟のラントフリトと共同統治し、730年から単独の支配者となった。

## 生涯
727年、ライヒェナウ修道院の創設者聖ピルミニウスを追放し、アレマンニアに影響力を及ぼしてくるメロヴィング朝フランク王国の宮宰カール・マルテルに対する憎悪をあらわにした。730年にカール・マルテルの侵攻を受けてラントフリトが殺されたためテウデバルトが単独の公となった。732年にはテウデバルトもアレマンニアから追われるが、741年にカール・マルテルが死去すると旧領に帰還した。
742年、テウデバルトはメロヴィング朝とその宮宰ピピン3世、カールマンに対して反乱を起こした。これは同じくフランク王国の圧力を受けていたバスク人、バイエルン人、ザクセン人とも同期した動きだった。この年、テウデバルトはピピン3世に従っているアルザスを攻め、アルザス公リウトフリトとその息子を殺した。これによりアルザスの大貴族エティション家の嫡流は断絶した。744年、ピピン3世はシュヴァーベンジュラ山脈に侵入した。テウデバルトはピピン3世の最精鋭の兵に敗れ、この地域の砦から追い払われた。745年、今度はカールマンがアレマンニアに侵攻してテウトバルトを破り、746年のカンシュタットの血の法廷において多数のアレマン人貴族を大逆罪で処刑した。この中にテウデバルトが入っていたか否かは確証がない。この粛清によってアレマン人の指導者層は根絶され、アレマンニアは独立を失った。